# Arnold Badjou
Arnold Badjou (Laeken, 25 de junho de 1909 - Laeken, 17 de setembro de 1994) foi um futebolista belga que atuou como goleiro.
Badjou tinha 1,74m  e pesava 69 kg. Em toda sua carreira, de 1928 a 1939, defendeu apenas um clube: o DC Bruxelas, pelo qual foi campeão belga nas temporadas 1935-36 e 1936-37 e vice-campeão em 1933-34 e 1937-38, além de conquistar a Copa da Bélgica em 1935.
Pela Seleção Belga disputou 34 partidas entre 1930 e 1939 e esteve nas Copas do Mundo de 1930, 1934 e 1938.